# Ават (Панфиловский район)
Ават (каз. Ават) — село в Панфиловском районе Жетысуской области Казахстана. Входит в состав Пиджимского сельского округа. Находится примерно в 13 км к востоку от города Жаркент. Код КАТО — 195645200.

## Население
В 1999 году население села составляло 1133 человека (582 мужчины и 551 женщина). По данным переписи 2009 года, в селе проживали 1374 человека (694 мужчины и 680 женщин).